# Per Clausen
Per Clausen (né le 20 février 1955 à Kongsvinger, (Norvège) est un homme politique danois de la Liste de l'unité. Député au Folketing de 2005 à 2015, il est député européen depuis 2024.

## Biographie
Per Clausen est le fils du peintre Frede Aage Clausen et de Grethe Clausen. Il est né en Norvège, mais grandit dans plusieurs endroits situés dans le Jutland, et termine ses études à Aalborg et passe l'examen danois en 1972 à Poul Paghsgades Skole.
De 1972 à 1981, il exerce plusieurs professions, comme ouvrier d'usine, mécanicien automobile et blanchisseur et occupe alors plusieurs responsabilités syndicales. Il entame ensuite des études de philosophie à l'université d'Aalborg, dont il sort diplômé en 1988. Il entame alors une carrière de professeur.
En 1994, il est élu président du Dansk Magisterforening, un syndicat regroupant essentiellement des salariés des milieux de l'éducation et de la recherche, dont il faisait partie de la direction depuis 1989. Il quitte ses fonctions en 2000, pour devenir un secrétaire à la Liste de l'unité.
À partir de la fin des années 1970, il est régulièrement candidat aux élections législatives, d'abord pour les Socialistes de gauche, puis pour la Liste de l'unité. Il remporte un siège au Folketing lors des élections législatives de 2005, et est réélu en 2007.
En 2008, il présente une proposition de résolution parlementaire visant à étendre les droits des personnages transgenres, une initiative infructueuse qui lui vaut d'être reconnu personnalité politique de l'année par l'association LGBT+ Danemark.
En 2009, il devient président du groupe parlementaire du parti. En mai, la Liste de l'unité change ses règles limitant les mandats consécutifs pour lui permettre de se représenter aux élections législatives de 2011, au cours desquelles il remporte un troisième mandat,.
En septembre 2013, il cède sa place à la tête du groupe parlementaire, en prévision de son retrait à l'occasion des élections législatives de 2015 où il ne peut se présenter, conformément aux règles du parti. Il est vice-président du Folketing d'octobre 2014 à la fin de son mandat.
Per Clausen résidait à Aalborg, où il est, depuis 2013, membre du conseil municipal d'Aalborg. Per Clausen est le candidat principal de l'Alliance rouge-verte aux élections municipales de 2013 et contribue à l'époque au gain des trois sièges du parti dans une ville où le parti n'avait jamais été représenté auparavant. Lors des élections de 2021, il reçoit 2 312 votes personnels, ce qui le place au cinquième rang. Il est également élu en 2017 et 2021. Il est conseiller municipal chargé du Climat et de l'Énergie depuis 2022. Clausen est membre du conseil d'administration de Kommunernes Landsforening depuis le 8 mars 2018.
En mars 2023, il annonce sa candidature aux élections européennes de 2024. Il devient tête de liste pour son parti en mai 2023. Le 9 juin 2024, sa liste remporte 7,0 % des voix et un siège, et il devient député européen. Après son élection, il siège au sein du groupe de la Gauche au Parlement européen dont il est membre du bureau, et de la commission de l'emploi et des affaires sociales.